# Pfaffenbichl (Tuxer Alpen)
Der Pfaffenbichl ist ein 2431 m ü. A. hoher Berg in den Tuxer Alpen und Teil des Rastkogel-Massivs.

## Wege
Der Gipfel mit Gipfelkreuz befindet sich im Grat zwischen Gilfert und Rastkogel. Bis auf 2300 m nördlich unterhalb des Gipfels führt auch eine Sesselbahn des Skigebietes Hochfügen-Zillertal. An dieser Stelle findet sich auch ein markanter Schilderbaum aus Skiern. Der Gipfelaufbau selbst ist nur durch Kletterei zu überwinden.